# Microsoft Windows NT
Windows NT (ursprünglich von N-Ten, dem Codenamen des Intel i860, für welchen (mangels Verfügbarkeit via Emulator) das System ursprünglich entwickelt wurde und später für New Technology) ist ein Kernel, der bei Betriebssystemen der Windows-Reihe des US-amerikanischen Unternehmens Microsoft zum Einsatz kommt. Seit seiner Version 5.0 wird Windows NT nicht mehr als Teil des Produktnamens, sondern nur noch als internes Versionskürzel verwendet.

## Geschichte
Die Entwicklung an Windows NT begann Ende der 1980er Jahre, als die Allianz zwischen dem US-amerikanischen Unternehmen IBM und Microsoft zur Entwicklung des Betriebssystems OS/2 zerbrach.

### Verantwortlicher Leiter
Leiter des NT-Projekts wurde David N. Cutler. Er galt als einer der renommiertesten Entwickler von Betriebssystemen überhaupt und war maßgeblich an der Entwicklung des Betriebssystems VMS beteiligt gewesen, weshalb der Windows NT-Kernel viele Ähnlichkeiten mit VMS aufweist. Microsoft warb ihn und Mitglieder seines Teams von DEC ab und setzte sie auf die Entwicklung eines neuen Betriebssystems an. Diese Abwerbung beantwortete DEC mit einer Klage, die Microsoft durch die Zahlung von 150 Millionen US-Dollar und die Zusage, mit Windows NT auch Alpha-Prozessoren zu unterstützen, beilegen konnte.

### Ziele
Cutler setzte sich zwei wesentliche Ziele für Windows NT. Ihm ging es darum, Zuverlässigkeit zu erreichen – eine abstürzende Anwendung sollte nicht mehr das gesamte System zum Absturz bringen können. Diese Stabilität war unter Betriebssystemen wie VMS oder unixoiden Systemen längst üblich. Auch wichtig war Portabilität – Windows NT sollte auf allen modernen Computerarchitekturen lauffähig sein. Außerdem sollte Windows NT, ähnlich wie es der Mach-Kernel konnte, als Basis für verschiedene Betriebssysteme gleichzeitig dienen und so z. B. Windows-, MS-DOS-, OS/2- und POSIX-Programme gleichzeitig ablaufen lassen können. Der Arbeitstitel während der Entwicklung hieß demnach auch Portasys.

### Namensgebung
Nach Aussage des früheren Microsoft-Mitarbeiters Mark Lucovsky stand NT ursprünglich für N-Ten. Dies war der Codename für den in Entwicklung befindlichen Prozessor Intel i860. Er war als Plattform für NT gedacht, lag jedoch nicht bei Microsoft vor. Deshalb wurde auf einem Emulator entwickelt. Zu Vermarktungszwecken wurde das Kürzel später in New Technology umgedeutet.
Die erste ausgelieferte Version hatte die Versionsnummer 3.1. So sollte ein Bezug zu Windows 3.1 hergestellt werden, das die gleiche grafische Benutzeroberfläche besaß und beim Erscheinen von Windows NT die aktuell auf dem Markt erhältliche DOS-basierte Windows-Version darstellte.
Nach Windows NT 4.0 wurden das Kürzel NT und die Versionsnummer im Produktnamen fallen gelassen. Die Nachfolgeversionen werden Windows 2000, Windows XP, Windows Server 2003, Windows Vista, Windows Server 2008 (sowie R2), Windows 7, Windows 8, Windows Server 2012 (sowie R2), Windows 8.1, Windows 10, Windows Server 2016 und Windows Server 2019, Windows Server 2022, Windows 11 genannt. Alle geben in der Umgebungsvariablen OS als Betriebssystem Windows_NT an. Windows 2000 weist noch im Startbildschirm mit dem Text „Auf NT-Technologie basierend“ auf die Verwandtschaft hin.

### Architektur und Subsysteme
Cutler hatte seine zwei Primärziele erreicht: Das neue Betriebssystem war stabil, lief aufgrund seiner modularen Entwicklung auf mehreren Plattformen (MIPS und x86, später auch PowerPC und Alpha) und bot verschiedenen Programmarten Unterstützung. Es liefen sowohl 16-Bit-Windows-3.x-Programme als auch Programme für das neue 32-Bit-Windows-NT-API sowie textbasierte OS/2-Software und POSIX-1.0-kompatible Programme. Über die Jahre fand hier allerdings wieder eine Rück- bzw. Weiterentwicklung statt. Die OS/2- und POSIX-Versionen wurden zunächst nicht weiter gepflegt und später entfernt. Die Versionen für PowerPC, MIPS und Alpha wurden eingestellt, dafür kamen später IA-64- und x64-Versionen und mit Windows RT auch eine ARM-Version hinzu, wobei letztere die Ausführung von Win32-Anwendungen, die nicht durch Microsoft signiert worden sind, nicht mehr unterstützt.
In den ersten NT-Versionen läuft das GDI zusammen mit den anderen Subsystemen auf Ring 3 der Intel-Privilegstufe außerhalb des Kernel-Bereichs. Dadurch ist der Kernel selbst vor Abstürzen in den Programmen geschützt. Ab NT 4.0 läuft das Grafiksubsystem aus Geschwindigkeitsgründen teilweise direkt im Kernel, womit Fehler in Grafiktreibern moderne Windows-NT-Versionen zum Absturz bringen können. Windows Vista verwendet mit dem neuen Grafiktreiber-Modell allerdings wieder Userspace-Treiber.
Windows NT besitzt einen modularen Aufbau. Die unterste Ebene bildet die Hardwareabstraktionsschicht (engl. Hardware Abstraction Layer, abgekürzt HAL). Darauf bauen der eigentliche Kernel (ein Hybridkernel) und die Subsysteme auf. Der Kernel kümmert sich um die Vergabe von Arbeitsspeicher und Rechenzeit. Auf den Kernel setzen die Subsysteme auf. Dem Win32-Subsystem kommt dabei die größte Bedeutung zu, da es sich auch um den Aufbau der grafischen Benutzeroberfläche kümmert und die Signale der Eingabegeräte verarbeitet. In den Enterprise- und Ultimate-Editionen von Windows Vista sind die Microsoft Windows Services for UNIX in Form eines POSIX-kompatiblen Subsystems für UNIX-basierte Applikationen enthalten.
Aus Kompatibilitäts- und Geschwindigkeitsgründen, vor allem für Spiele, entwickelte Microsoft die DOS-basierte Betriebssystemlinie Windows 3.x/9x neben NT zunächst weiter. Erst mit dem Erscheinen von Windows XP wurde die DOS-basierte Linie aufgegeben, wobei Windows XP (wie der Vorläufer Windows 2000) einen reinen NT-Kernel hat.

### Unterstützung neuer Techniken
Bereits die erste Windows-NT-Version war vollständig von MS-DOS losgelöst. Aus Gründen der Abwärtskompatibilität konnten allerdings ältere 16-Bit-DOS-Programme wie beispielsweise der MS-DOS-Kommandozeileninterpreter COMMAND.COM in einer Virtual DOS Machine ausgeführt werden. Programme, die direkt (also ohne das Subsystem von Windows) auf die Hardware zugreifen, werden aus Sicherheitsgründen nicht mehr ausgeführt. Zusätzlich stand dem Anwender ein weiterentwickelter, vollständig 32-Bit-fähiger Kommandozeileninterpreter namens cmd.exe zur Verfügung. Außerdem unterstützte Windows NT bereits in der Version 3.1 das Dateisystem NTFS (New Technology File System) und verfügt seit jeher über einen 32-Bit-Kernel.

### Versionsgeschichte
| Version         | Betriebssystem                      | Editionen | Veröffentlichungsdatum                             | RTM-Build  |
| --------------- | ----------------------------------- | --- | -------------------------------------------------- | ---------- |
| 0 3.1           | Windows NT 3.1                      | Workstation, Advanced Server | 26. Juli 1993                                      | 511        |
| 0 3.5           | Windows NT 3.5                      | Workstation, Server | 13. September 1994                                 | 807        |
| 0 3.51          | Windows NT 3.51                     | Workstation, Server | 30. Mai 1995                                       | 1057       |
| 0 4.0           | Windows NT 4.0                      | Workstation, Server, Server Enterprise Edition, Terminal Server, Embedded, Small Business | 29. Juli 1996                                      | 1381       |
| 0 5.0           | Windows 2000                        | Professional, Server, Advanced Server, Datacenter Server | 17. Februar 2000                                   | 2195       |
| 0 5.1           | Windows XP                          | Home Edition (N)1, Professional (N)1, Media Center Edition, Tablet PC Edition, Embedded, Starter Edition                                                                                                  | 24. August 2001                                    | 2600       |
| 0 5.2           | Windows Server 2003                 | Web, Standard, Enterprise, Datacenter, Itanium | 24. April 2003                                     | 3790       |
| 0 5.2           | Windows XP Professional x64 Edition | Windows XP Professional x64 Edition | 25. April 2005                                     | 3790       |
| 0 5.2           | Windows Server 2003 R2              | Web, Standard, Enterprise, Datacenter, Itanium, Compute Cluster | 6. Dezember 2005                                   | 3790.2075  |
| 0 6.0           | Windows Vista                       | Starter, Home Basic (N)1, Home Premium, Business (N)1, Enterprise, Ultimate | 8. November 2006 (Business) 30. Januar 2007 (Home) | 6000       |
| 0 6.0           | Windows Server 2008                 | Foundation, Standard, Enterprise, Datacenter, Web Server, Itanium | 4. Februar 2008                                    | 6001       |
| 0 6.1           | Windows Server 2008 R2              | Foundation, Standard, Enterprise, Datacenter, Web Server, Storage Server, Itanium | 22. Juli 2009                                      | 7600.16385 |
| 0 6.1           | Windows 7                           | Starter, Home Basic, Home Premium (N)1, Professional (N)1, Enterprise, Ultimate (N)1 | 22. Oktober 2009                                   | 7600.16385 |
| 0 6.2           | Windows Server 2012                 | Foundation, Essentials, Standard, Datacenter | 4. September 2012                                  | 92002      |
| 0 6.2           | Windows 8                           | Windows 8 (N)1, Windows 8 Pro (N)1, Windows 8 Enterprise (N)1, Windows RT | 26. Oktober 2012                                   | 92002      |
| 0 6.2           | Windows Phone 8                     | Windows Phone 8 | 29. Oktober 2012                                   | 9900       |
| 0 6.3           | Windows 8.1                         | Windows 8.1 (N)1, Windows 8.1 Pro (N)1, Windows 8.1 Enterprise (N)1, Windows 8.1 RT | 18. Oktober 2013 (Update 1: 8. April 2014)         | 96002      |
| 0 6.3           | Windows Server 2012 R2              | Foundation, Essentials, Standard, Datacenter | 18. Oktober 2013                                   | 96002      |
| 0 (6.4) 0 10.03 | Windows 10                          | Windows 10 Home (N)1, Windows 10 Pro (N)1, Windows 10 Enterprise (N)1, Windows 10 Education, Windows 10 Pro Education, Windows 10 IoT Core, Windows 10 Mobile, Windows 10 Mobile Enterprise, Windows 10 S | 29. Juli 2015                                      | 10240      |
| 0 10.0          | Windows Server 2016                 | Standard, Essentials, Datacenter | 12. Oktober 2016                                   | 14393.0    |
| 0 10.0          | Windows Server 2019                 | Standard, Essentials, Datacenter | 2. Oktober 2018                                    | 17763      |
| 0 10.0          | Windows Server 2022                 | Standard, Datacenter, Datacenter: Azure Edition | 18. August 2021                                    | 20348.169  |
| 0 10.04         | Windows 11                          | Windows 11 Home (N), Windows 11 Home, Windows 11 Pro, Windows 11 Pro Education, Windows 11 Pro for Workstations, Windows 11 Education, Windows 11 Enterprise, Windows 11 IoT Enterprise                   | 5. Oktober 2021                                    | 22000      |
| 0 10.0          | Windows Server 2025                 | Standard, Datacenter, Datacenter: Azure Edition | 1. November 2024                                   |            |

1 In den N-Editionen von Windows-Versionen wurde der Windows Media Player nach der Vorgabe der Europäischen Kommission entfernt.

2 RTM Build Final

3 Der Betriebssystemkern von Windows 10 basiert weiter auf NT 6; frühe Builds meldeten sich dementsprechend als NT 6.4, zum Beispiel in der Kommandozeile; die Bezeichnung der NT-Version wurde später dem Vermarktungsnamen angepasst.

4 Windows 11 meldet als Betriebssystem-Version 10.0.